# 権藤満
権藤 満（こんどう みのる、1935年7月7日 - ）は、日本の経営者。九州朝日放送の社長、会長を務めた。

## 経歴・人物
福岡県久留米市出身。1965年に東京大学経済学部を卒業し、同年に朝日新聞社に入社。取締役、事業開発本部長、常務、専務を歴任した。
2003年から2010年まで九州朝日放送の社長を務め、2010年から2011年までに会長を務めた。2004年から2006年までは日本民間放送連盟副会長も務めた。
2018年から地元の久留米市で監査委員を務めている。